# 福岡・山口ライナー
福岡・山口ライナー（ふくおか・やまぐちライナー）は、福岡県福岡市と山口県山陽小野田市・宇部市・山口市を結ぶ高速バス路線である。

## 概要
2001年の山陽自動車道宇部下関線開通にあわせ、山口・宇部地域と福岡市街を結ぶ路線として開通した。山口・宇部と福岡の間はかつて高速道路が開通する以前に国鉄バス・西日本鉄道（西鉄）などにより関門急行線として長距離バス路線が設定されていたが、同路線は高速道開通以前の1977年に廃止になっており、24年ぶりの事実上の復活といえる。また、JR九州バス（前身のJR九州時代を含む）にとっては1994年に廃止となったサザンクロス博多号以来7年ぶりの本州方面路線であるとともに、初の本州向け昼行高速バスでもある。
福岡市の繁華街である天神を経由するが、天神にあるバスターミナル（西鉄天神高速バスターミナル）を管理する西鉄が運行に関与していないこともあり、同ターミナルには乗り入れず路上のバス停に停車している（同様の停車形態を取るのは他に昭和自動車のいと・しま号がある）。なお、西鉄と共同運行しないJR九州バスの路線としては天神を経由する唯一の路線である。
当初は途中停車地を山口市内・宇部市内の市街地の一部のみに限定していたが、需要喚起の目的もあって停車地が増加しており、現在の所要時間は当初より延びている。

## 運行形態
- 運行事業者 - JRバス中国（山口支店）

2023年6月1日より1往復のみの運行となるとともにJR九州バスが撤退した。早朝に山口を出発して午前中に福岡に到着し、夜に福岡を出発して深夜近くに山口に到着する形態となる。かつては8往復運行されていたことや深夜便が運行されていたこともある。なお、中国JRバス単独運行化後も福岡側の予約発券・運行支援業務はJR九州バスも引き続き行っている。
座席は全席予約指定制。
宇部新川駅では宇部市営バスのターミナルに乗り入れる。また、宇部新川駅にある宇部市営バス新川営業所（きっぷ売り場）で当路線の予約発券業務も行っている。

## 停車停留所・運行経路
太字は停車停留所。福岡県内のみ、および山口県内のみの利用（福岡天神 - 江の内間を通らない利用）は不可。
博多バスターミナル - 福岡天神 - 呉服町出入口 - （福岡高速環状線・1号香椎線・4号粕屋線・九州自動車道・関門橋・中国自動車道・山陽自動車道宇部下関線） - 小野田IC - 江の内 - 山陽小野田市役所前 - 流川 - （国道190号） - 大学病院前 - 宇部新川駅- ときわ公園入口 - （国道190号） - 宇部南IC - （山口宇部道路・小郡道路） - 小郡IC (小郡道路) - （国道9号） - 新山口駅北口- 国道9号）  - （山口県道204号宮野大歳線） - 湯田温泉通 - （山口県道204号宮野大歳線） - 山口駅
※途中、周防灘PA・古賀SAで約10分の休憩がある。

## 歴史
- 2001年（平成13年）10月19日 - 運行開始（1日4往復）[1]。当初は予約定員制（予約可、座席指定なし）で、途中停車地はキャナルシティ前、福岡天神、宇部中央、小郡駅新幹線口（現：新山口駅新幹線口）、湯田温泉通、山口米屋町。
- 2005年（平成17年）8月1日 - 予約指定制（全席指定席）に変更され、電話予約が可能になる（ジェイアール九州バスは福岡にある既存の電話予約センターを使用。中国ジェイアールバスは宇部にチケットセンターを新設）。
- 2007年（平成19年）4月1日 - 停車地に山口大学前を追加。
- 2008年（平成20年）4月1日 - ダイヤ改正。停車地に小野田インター、大学病院前、西京高校前、平川小学校前、NTT山口前、商工会館前、センタービル前を追加。キャナルシティ前をTVQ前に改称（隣接する西鉄バスの停留所名に合わせる）。
- 2009年（平成21年）6月1日 - 停車地に宇部新川駅、ときわ公園入口を追加。宇部地区での予約業務を宇部市交通局に委託し、宇部中央での乗降扱いならびに宇部中央バスチケットセンターを廃止。
- 2009年（平成21年）12月7日 - 早期購入割引を設定、乗車1週間前までに乗車券を購入する場合に限り運賃を全区間1,540円とする。
- 2010年（平成22年）11月1日 - 「博多駅交通センター」を「博多バスターミナル」に改称。
- 2012年（平成24年）4月1日 - 臨時便を2往復追加運行し、計8往復となる（当初予定では11月30日まで）。
  - 臨時便のうち1往復については美祢インターチェンジに停車し、新山口駅・宇部市内などを経由しない『ノンストップ便』として運行され、福岡 - 宮崎線「たいよう」から転用した2階建バスが充当される（2階建バスによる運行は2012年9月17日まで）。
  - 臨時便のうち福岡行きの1本は早朝便として山口大学前～新山口駅前間を通過する。
- 2012年10月1日 - ダイヤ改正。ノンストップ便・早朝便を含む臨時便2往復を廃止し、既存の定期便と同一停車地の定期便を2往復増発。定期便による8往復運行に移行。
- 2014年10月1日 - ダイヤ改正。山陽小野田市街地への乗り入れを開始し停車地に江の内、山陽小野田市役所前、流川を追加。小野田インターでの乗降取り扱いを廃止。
- 2016年4月1日 - ダイヤ改正。閑散期は5往復、繁忙期は7往復となる。このうち福岡発の1本が夜行（深夜発未明着）になり、途中停留所を絞った上で繁忙期のみ運行。運賃についても「キャンペーン運賃」として当面の間、閑散期は1000円、繁忙期は2000円となる。
- 2017年4月1日 - ダイヤ改正[2]。キャンペーン運賃を前日までの予約割引運賃「早割1」に衣替えし、当日決済は通常運賃に戻る。西京高校前、NTT山口前、商工会館前、中国電力・yab前を廃止（通過）。
- 2018年4月1日 - 経路変更、停留所の移設（新山口駅新幹線口を新山口駅北口に変更）及び一部停留所（米屋町、山口大学前、平川小学校前）廃止及びダイヤ改正
- 2021年4月28日 - 新型コロナウィルス感染症の影響により、当分の間夜行便を含む3往復を運休し4往復体制となる[3]。
- 2021年11月1日 - 4往復暫定ダイヤを維持したままダイヤ改正。
- 2023年6月1日 - 1往復のみとし、同時に運賃値上げ。さらに中国ジェイアールバス単独に変更[4]。
- 2024年4月1日 - 繁忙日のみ2往復（それ以外の日は従前通り1往復）運行となる。TVQ前に停車しなくなる。

## 車内設備・サービス

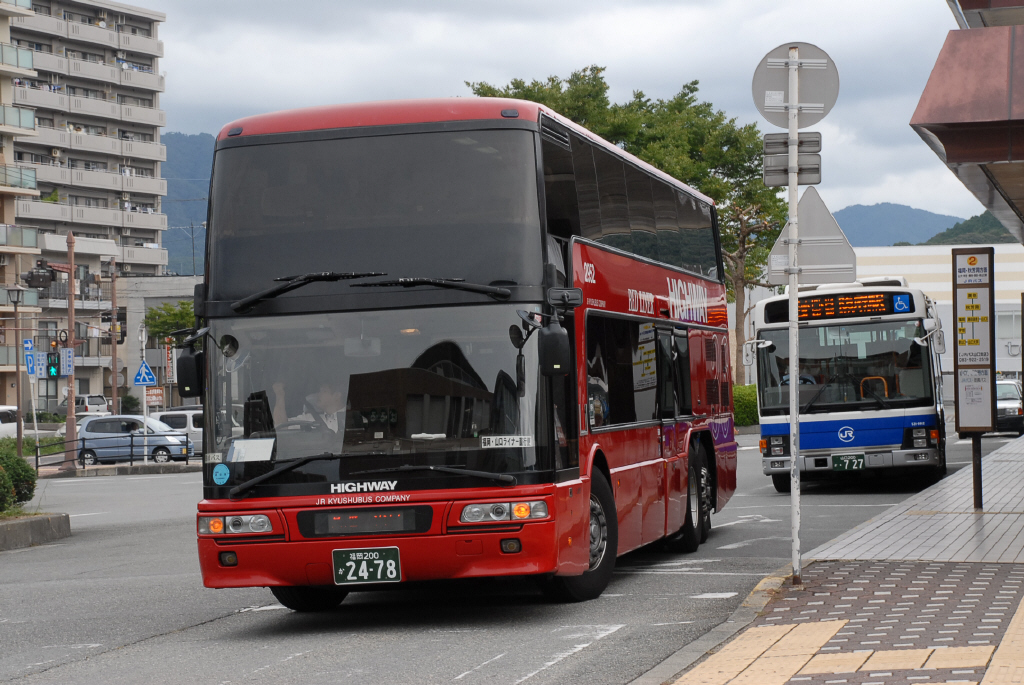
山口駅前で中国JRバスの一般路線バスと並ぶ元「山陽道昼特急博多号」専用車の2階建てバス（2012年9月9日）

- ハイデッカー、4列シート（45人乗り、トイレなし）

トイレ付き車両で運行する場合もある。
2012年の一時期には元「山陽道昼特急博多号」専用車の2階建てバスが使用されたことがある。